# Franz John
Franz Adolf Louis John (sinh ngày 28 tháng 9 năm 1872 ở Pritzwalk, mất ngày 17 tháng 11 năm 1952 ở Berlin) là một nhiếp ảnh gia người Đức. Ông là một trong những người khởi xướng việc thành lập FC Bayern München và là chủ tịch đầu tiên của câu lạc bộ từ năm 1900 đến năm 1903.
Ông sinh ngày 28 tháng 9 năm 1872 ở Pritzwalk (Brandenburg), là con trai của Friedrich Wilhelm và Ida John. Sau khi cùng cha mẹ chuyển đến Pankow tại rìa Berlin, ông sau này gia nhập câu lạc bộ bóng đá VfB Pankow. Ở đó ông gặp Gustav Manning, người sau này trở thành thư ký của Hiệp hội bóng đá Đức. Manning sau đó giúp John sát nhập các câu lạc bộ bóng đá München vào DFB. Sau khi học nghề nhiếp ảnh gia ở Jena, John chuyển đên München nơi ông trở thành thành viên của MTV 1879 München.
Vào ngày 27 tháng 2 năm 1900, khi ban chỉ đạo của MTV ngăn cấm bộ phận bóng đá của câu lạc bộ gia nhập hiệp hội các câu lạc bộ bóng đá Nam Đức (SFV), 11 cầu thủ bóng đá rời câu lạc bộ dưới sự dẫn dắt của Franz John. Ở nhà hàng Gisela, họ thành lập Câu lạc bộ bóng đá Bayern München và bầu Franz John làm chủ tịch. John cũng thành lập hội đồng trọng tài Bayern.
Dưới sự dẫn dắt của ông, câu lạc bộ gia nhập SFV vẫn đang trong năm đầu tiên và nhanh chóng trở thành thế lực của nền bóng đá München. Vào năm 1903, John rời FC Bayern và Willem Hesselink người Hà Lan kế nhiệm làm chủ tịch. John cũng rời München vào năm 1904 để trở về Pankow, nơi ông mở một phòng thí nghiệm ảnh và sau đó trở thành chủ tịch của câu lạc bộ quê nhà VfB Pankow. Mặc dù có ít liên hệ đến München, John được bầu làm chủ tịch danh dự của FC Bayern München vào những năm 1920 và vào năm 1936, ông nhận được chiếc kim vàng danh dự từ câu lạc bộ.
John qua đời vào ngày 17 tháng 11 năm 1952 ở Pankow, thọ 80 tuổi; ông không có con cháu. Nhà báo Joachim Rechenberg sau đó lần theo dấu vết ngôi mộ đã mất của ông đến Fürstenwalde. Vào năm 2000, khi FC Bayern kỷ niệm 100 năm thành lập, câu lạc bộ cải tạo lại ngôi mộ và hiến tặng bia mộ mới để tưởng nhớ công lao của Franz John.